# Torvik (Nesodden)
Torvik est une localité de la municipalité de Nesodden, dans le comté d'Akershus, en Norvège.

## Description
Torvik est situé à environ 6 km au sud de Nesoddtangen. L'église de Nesodden se trouve à Torvik